# Gewone draadgoerami
De Gewone draadgoerami (Trichopodus pectoralis) is een straalvinnige vis uit de familie van echte goerami's (Osphronemidae) en behoort derhalve tot de orde van baarsachtigen (Perciformes). De vis kan maximaal 25 cm lang en 500 gram zwaar worden.

## Leefomgeving
Trichopodus pectoralis is een zoetwatervis. De vis prefereert een tropisch klimaat. Het verspreidingsgebied beperkt zich tot Azië. De diepteverspreiding is 0 tot 4 m onder het wateroppervlak.

## Relatie tot de mens
Trichopodus pectoralis is voor de visserij van aanzienlijk commercieel belang. In de hengelsport wordt er weinig op de vis gejaagd. Tevens wordt de soort gevangen voor commerciële aquaria.
Voor de mens is Trichopodus pectoralis potentieel schadelijk.